# Funció de probabilitat
|  | Per a altres significats, vegeu «mesura de probabilitat». |

En teoria de la probabilitat, la funció de probabilitat (també anomenada funció de massa de probabilitat o funció de repartiment de massa) d'una variable aleatòria discreta és la funció que associa a cada valor possible de la variable la probabilitat que aquesta ho assumeixi.

## Definició
Considerem un espai de probabilitat {\displaystyle (\Omega ,{\mathcal {A}},P)} Sigui {\displaystyle X} una variable aleatòria discreta que prengui els valors {\displaystyle D=\{x_{i},\,i\in I\}}, on {\displaystyle I\subset {\mathbb {N} }}. La funció de probabilitat de {\displaystyle X}
és la funció {\textstyle p:D\longrightarrow [0,1]}definida per {\displaystyle p(x_{i})=P(X=x_{i}).}
Tenim que 
Aquesta funció determina totes les probabilitats relacionades amb {\displaystyle X}: {\displaystyle P(X\in B)=\sum _{i:\,x_{i}\in B}p(x_{i}).}
Observació. Alguns autors defineixen la funció de probabilitat sobre tot el conjunt dels nombres real {\textstyle p:\mathbb {R} \longrightarrow [0,1]} per {\displaystyle p(x)=P(X=x).}És clar que {\displaystyle p(x)=0} a menys que {\displaystyle x\in D}. Això no genera cap problema ni confusió.
Cal advertir que el concepte de funció de probabilitat només té sentit per a variables aleatòries discretes, és a dir, que prenen un nombre finit o numerable de valors. Per a variables aleatòries contínues el concepte anàleg és el de funció de densitat.